# Coloracris rubescens
Coloracris rubescens är en insektsart som beskrevs av Miller, N.C.E. 1937. Coloracris rubescens ingår i släktet Coloracris och familjen gräshoppor. Inga underarter finns listade i Catalogue of Life.